# În prag de primăvară
În prag de primăvară este un film documentar românesc de scurtmetraj din 1975 regizat de David Reu.
Val. S. Deleanu  consideră că În prag de primăvară este un reportaj politic, social și edilitar despre trecutul și prezentul unui cartier, Pantelimonul, reportaj care capătă dimensiuni și vibrații nesperate.

## Prezentare
Documentează  trecutul și prezentul unui cartier, Cartierul Pantelimon, București.